# Björnkalla
Björnkalla (Symplocarpus foetidus) är en art i familjen kallaväxter. Den är den enda arten i släktet och förekommer naturligt från nordöstra USA. Arten odlas som trädgårdsväxt i Sverige.

## Namn
På engelska kallas denna växt skunk cabbage eller polecat weed efter sin odör. Svenskarna i Nya Sverige kallade den björnrötter eller björnblad.